# Gauliga Hamburg 1944/45
Die Gauliga, korrekt: Gauklasse Hamburg 1944/45 war die dritte und letzte Spielzeit der Gauklasse Hamburg des NSRL. Die Gauklasse Hamburg wurde in dieser Saison erneut in einer Gruppe mit elf, dann zehn Mannschaften ausgespielt, nachdem der LSV Hamburg seine Mannschaft nach drei Spieltagen zurückzog. Die Gaumeisterschaft sicherte sich ungeschlagen der Hamburger SV, die deutsche Fußballmeisterschaft 1944/45 wurde kriegsbedingt jedoch nicht mehr ausgespielt.
Spätestens mit der Kapitulation und der anschließenden Besetzung Deutschlands endeten vorerst die überregionalen Fußballmeisterschaften. In Hamburg wurde ab Januar 1946 auf lokaler Ebene in der Hamburger Liga gespielt. Mit der britischen Zonenmeisterschaft gab es erstmals 1947 wieder eine überregionale Fußballmeisterschaft für Vereine aus dem norddeutschen Raum.

## Gaumeisterschaft
| Pl. | Verein                   | Sp. | S  | U | N  | Tore    | Quote | Punkte |
| --- | ------------------------ | --- | -- | - | -- | ------- | ----- | ------ |
| 1.  | Hamburger SV             | 18  | 16 | 2 | 0  | 100:210 | 4,76  | 34:20  |
| 2.  | Altona 93                | 18  | 11 | 3 | 4  | 052:330 | 1,58  | 25:11  |
| 3.  | FC St. Pauli             | 18  | 10 | 2 | 6  | 053:400 | 1,33  | 22:14  |
| 4.  | KSG Alsterdorf A         | 16  | 8  | 2 | 6  | 027:420 | 0,64  | 18:14  |
| 5.  | KSG Blankenese/Wedel (N) | 18  | 7  | 4 | 7  | 039:410 | 0,95  | 18:18  |
| 6.  | Wilhelmsburg 09          | 17  | 6  | 3 | 8  | 049:520 | 0,94  | 15:19  |
| 7.  | Eimsbütteler TV          | 18  | 6  | 3 | 9  | 040:500 | 0,80  | 15:21  |
| 8.  | KSG Hermannia/Komet      | 17  | 5  | 2 | 10 | 036:490 | 0,73  | 12:22  |
| 9.  | SC Victoria Hamburg      | 18  | 3  | 5 | 10 | 038:520 | 0,73  | 11:25  |
| 10. | Barmbecker SG (N)        | 18  | 2  | 2 | 14 | 027:810 | 0,33  | 06:30  |
| 11. | LSV Hamburg B (M)        | 0   | 0  | 0 | 0  | 000:000 | 1,00  | 0:0    |

| (M) | Titelverteidiger              |
| (N) | Aufsteiger aus den 1. Klassen |

Wieder aufgenommen wurde der Spielbetrieb mit der Fußball-Stadtliga Hamburg 1945/46.